# Рон Рифкин
Рон Рифкин (на английски: Ron Rifkin) (роден на 31 октомври 1939 г.) е американски актьор. Най-известен е с ролите си на Арвин Слоун в „Наричана още“ и Сол Холдън в „Братя и сестри“.